# Шевченко Наталія Сергіївна
Ната́лія Сергі́ївна Шевче́нко (нар. 19 липня 1980) — українська акторка театру і кіно, заслужена артистка України (2011).

## Життєпис
Закінчила Київський інститут театрального мистецтва імені Карпенка-Карого (майстерня М. Резніковича) у 2001 році. З 5 вересня 1999 року — акторка театру імені Лесі Українки.

## Театральні роботи
- «Чёрные девы» (2011)
- «Чуть мерцает призрачная сцена… (Юбилей. Юбилей? Юбилей!)» (2011)
- «Как важно быть серьёзным» (2006)
- «Ромео и Джульетта» (2006)
- «JULIA@ROMEO.com (Norway.Today)» (2004)
- «Сон в летнюю ночь» (2003)
- «Лулу. История куртизанки» (2002)
- «Кто убил Эмилию Галотти?..» (2002)
- «И всё это было… и всё это будет…» (2001)
- «Развод по-русски» (1999)
- «Игры на заднем дворе» (1997)

## Фільмографія
- 2008 — Повернення Мухтара-4 () — подруга Сельської.
- 2010 — Я тебе нікому не віддам ( — ) — епізод.
- 2010 — Врятуй і збережи (, короткометражний) — донька Ісака.
- 2011 — Кульбаба () — Наталка, секретарка.
- 2011 — Ящик Пандори () — Свєта, медсестра.
- 2012 — Жіночий лікар () — Інна Рогова, кореспондентка місцевої газети.
- 2016 — Провідніця () — Аліна, слідчий.
- 2017 — Лабораторія кохання () — Ольга.
- 2017 — Підкидьки-2 () — Маша Глинська, екскурсовод.